# 야마모토 후미오
야마모토 후미오(일본어: 山本文緒, 1962년 11월 13일 ~2021년 10월 19일 )은 일본의 여성 작가이다.
가나가와 현 요코하마 시 출생으로 가나가와현립 키요미즈가오카 고등학교(현 가나가와현립 요코하마세이료 통합고등학교)와 가나가와대학 경제학부를 졸업하였다. 본명은 오오고 아케미(일본어: 大胡暁美 おおご あけみ).
대학교 졸업 후, 평범한 회사원으로 보내던 1987년에 <프리미엄 풀의 날들>로 코발트 노벨대상의 가작을 수상하고 소녀소설작가로 데뷔하였다.
- 1999년 <연애중독>으로 제20회 요시가와에이지 문학신인상을 수상.
- 2001년 <플라나리아>로 제124회 나오키상을 수상.

## 한국어로 번역된 작품
- 블루 혹은 블루(ISBN 89-5759-081-1)
- 플라나리아 (ISBN 89-7919-642-3)
- 절대 울지 않아 (ISBN 89-7919-743-8)
- 잠자는 라푼첼 (ISBN 89-7919-772-1)
- 러브 홀릭/연애중독 (ISBN 89-7919-717-9)
- 내 나이 서른 하나 (ISBN 89-7919-742-X)
- 울게 될거야
- 너에겐 돌아갈 집이 있다
- 슈가리스러브
- 여자, 길을 걷다